# روگوشوئیه سفلی
روگوشوئیه سفلی، روستایی از توابع بخش دهج شهرستان شهربابک در استان کرمان است.

## جمعیت
این روستا در دهستان جوزم قرار دارد و براساس سرشماری مرکز آمار ایران در سال ۱۳۹۵، جمعیت آن ۱۳۵ نفر (۴۳ خانوار) بوده‌است.